# Apanteles montanus
Apanteles montanus är en stekelart som beskrevs av De Saeger 1944. Apanteles montanus ingår i släktet Apanteles och familjen bracksteklar. Inga underarter finns listade i Catalogue of Life.